# Vándorbölcső mozgalom
A Vándorbölcső mozgalom egy magyar kezdeményezésű, nemzetközi hagyományőrző-szociális mozgalom, mely fabölcsők adományozásával kisközösségeket ösztönöz arra, hogy a gyermekeket vállaló családoknak kiemelt figyelmet szenteljenek.

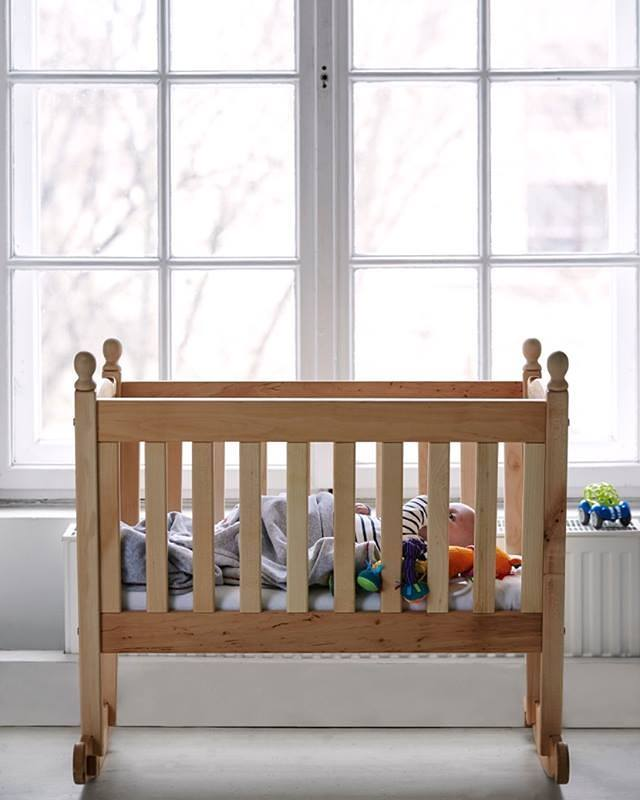

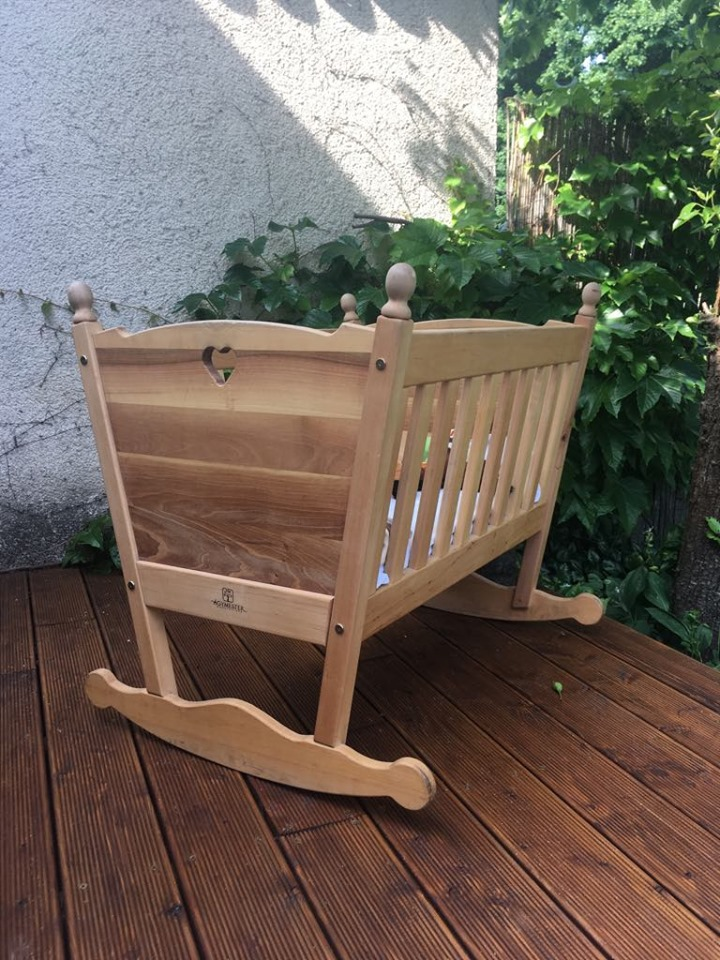

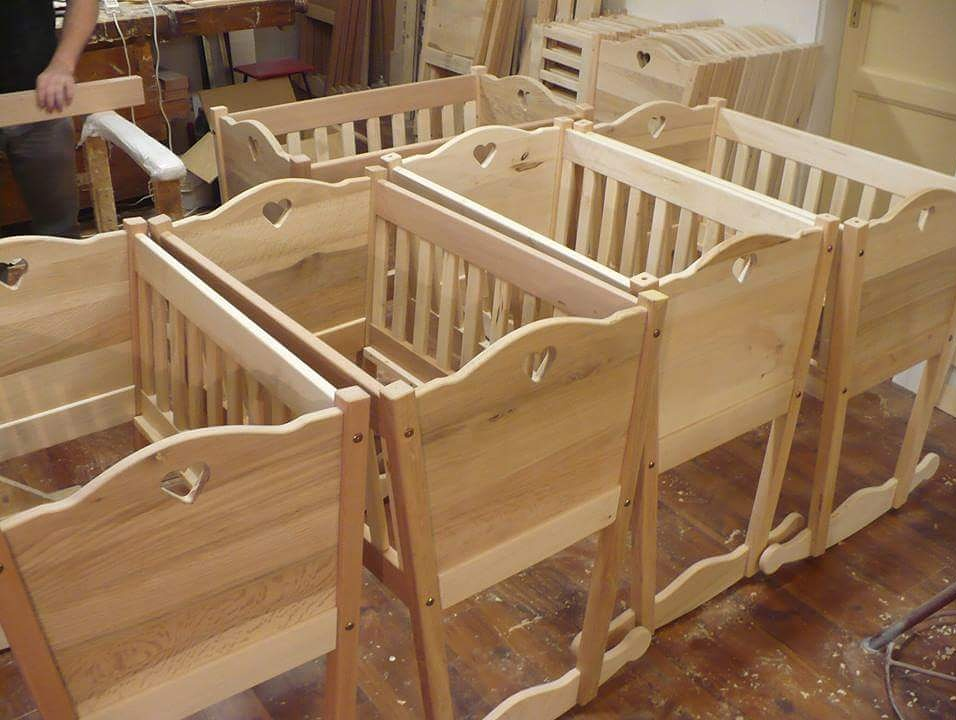

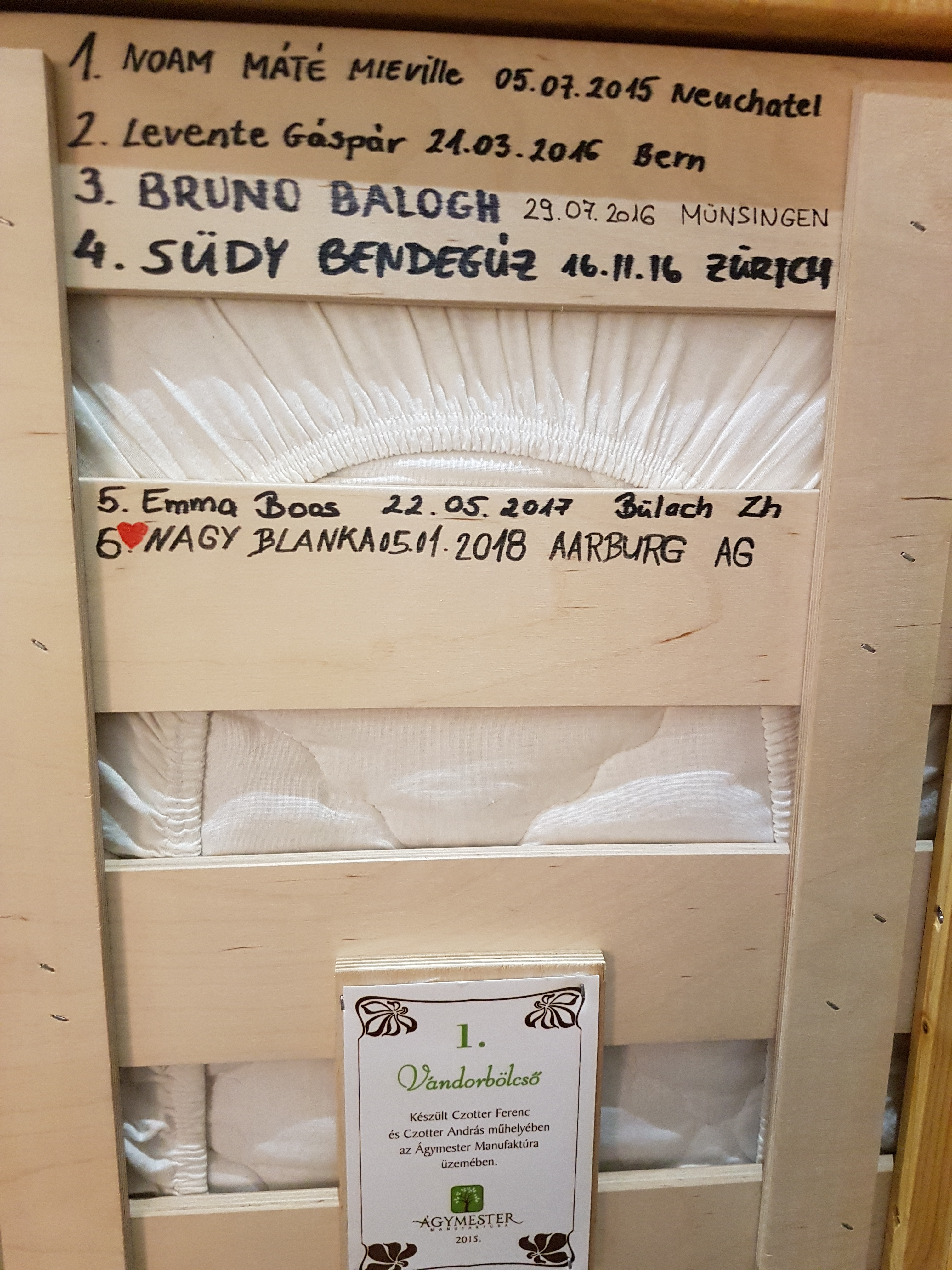

## Története
A Vándorbölcső mozgalmat az  id. Czotter Ferenc által 1978-ban alapított Ágymester Manufaktúra cég indította 2012-ben azzal a céllal, hogy felelevenítse azt a régi hagyományt, amikor a kisbabákat még bölcsőkben ringatták és a kiságyak több nemzedéken keresztül családról családra jártak. Az ötlet a cég tulajdonosától, Czotter Andrástól származik, akinek egy - az édesapja, Czotter Ferenc által vörösfenyőből készített - bölcső volt az első kiságya, amely azóta is vándorol a családon és a baráti társaságon belül.
Az ötlethez 2012-ben csatlakozott a Három Királyfi, Három Királylány Mozgalom, akikkel közösen hat vándorbölcsőt adományoztak különböző közösségeket képviselő szervezeteknek, amelyek vállalták, hogy gondoskodnak a kiságyak vándoroltatásáról. A bölcsők minden családnál pár hónapot töltenek, amíg az a kisbabának kényelmes, majd közvetlenül vagy sorsolás után továbbadják egy másik családnak, ahova épp újszülött érkezik.
Az átadás köré egyes szervezetek eseményeket: ünnepségeket, bölcsőklubokat szerveznek, ily módon a bölcsők a kapcsolatok erősítésének és a közösségteremtésnek is az eszközei.

### Indíttatása, a bölcső élettani hatásai
A ringatózó kiságy használata az újszülötteknél segíti az idegrendszer fejlődését, az egyensúlyérzék kialakulását és stabilitást is jelent a babáknak: a ringató mozgás a születés előtti időszakot idézi fel bennük, amitől könnyebben megnyugszanak.

## Bölcsők a határokon túl
A mozgalom népszerűségének köszönhetően 2015-ben útjára indultak bölcsők a határokon túl is: Erdélyben Csángóföldön, Székelyudvarhelyen, Kolozsvárott, Nagyváradon, Böjte Csaba gyermekotthonaiban, Nagybányán, Csíksomlyón, Fogarason, Aradon, Kalotaszegen, Széken, Marosvásárhelyen, Gyergyószentmiklóson, Mérán, Székelyszentkirályon. Szatmárnémetiben, Madéfalván, Székelykevén, Nagyszalontán, Csíkszentmártonban, Kolozsban, Lészpeden, Csernakeresztúron, Bánffyhunyadon, Datkon, Érmihályfalván és Csíkszeredán. Délvidéken Ludason, Maradékon és Szabadkán, Felvidéken Dunaszerdahelyen, Gombaszögön, Gútán és Királyhelmecen és Maradékon, Drávaszögben (Horvátország) valamint Kárpátalján. További bölcsők vannak Dániában, Belgiumban, Angliában és Írországban, Ausztriában, Svájcban, Luxemburgban, Portugáliában és Csehországban - kint élő magyar közösségeknél.
Összesen már több mint 130 bölcső vándorol a Kárpát-Medencében és szerte Európában. A magyarországi mozgalom nyomán 2018-ban elindult a Székelyföldi Vándorbölcső Program is.